# Тереза (телесеріал, 2010)
«Тереза» (ісп. Teresa) — мексиканська теленовела виробництва телекомпанії Televisa‎. Прем'єра відбулася 2 серпня 2010 — 27 лютого 2011 років на телеканалі Las Estrellas. У головних ролях Анжеліка Боєр, Себастьян Рульї, Аарон Діас та Синтія Клітбо.

## У ролях
- Анжеліка Боєр — Тереза Чавес
- Себастьян Рульї — Артуро де ла Баррера
- Аарон Діас — Маріано Санчес
- Синтія Клітбо — Хуана Годой
- Сільвія Маріскаль — Рефухіо Агірре де Чавес
- Мануель Ландетта — Рубен Касерес Муро
- Ана Бренда Контрерас — Аврора Алькасар Коронель
- Маргарита Маганья — Аїда Касерес Асуела
- Хуан Карлос Коломбо — Армандо Чавес Гомес
- Фелісія Меркадо — Хеновева де Альба де Кастельянос
- Ракель Ольмедо — Оріана Гіхарро де Морено
- Тоньйо Маурі — Ернан Ледесма
- Глорія Аура — Патрисія Нахера Вальверде
- Мар Контрерас — Лусія Альварес Гранадос

## Нагороди та номінації
TVyNovelas Awards (2011)
- Найкраща акторка (Анжеліка Боєр).
- Номінація на найкращого актора (Себастьян Рульї).
- Номінація на найкращу теленовелу (Хосе Альберто Кастро).
- Номінація на найкращу лиходійку (Маргарита Маганья).
- Номінація на найкращого лиходія (Мануель Ландетта).
- Номінація на найкращу акторку другого плану (Ана Бренда Контрерас).
- Номінація на найкращу музичну тему (Глорія Треві).

Bravo Awards (2011)
- Найкраща акторка (Анжеліка Боєр).
- Найкращий актор (Себастьян Рульї).

ACE Awards (2012)
- Найкраща акторка (Анжеліка Боєр).
- Найкращий актор (Себастьян Рульї).
- Найкращий режисер телебачення (Моніка Мігель).

TV Adicto Golden Awards (2010)
- Найкраща пісня (Глорія Треві).

## Інші версії
- 1959 — Тереза (ісп. Teresa), мексиканський фільм. У головних ролях Марікрус Олівер і Луїс Берістайн.
- 1989 — Тереза (ісп. Teresa), мексиканська теленовела виробництва Televisa. У головних ролях Сальма Гаєк і Рафаель Рохаль.